# Naturschutzgebiet Oberes Nuhnetal
Das Naturschutzgebiet Oberes Nuhnetal ist ein 27,49 ha großes Naturschutzgebiet (NSG) südöstlich von Winterberg und südlich der Bundesstraße 236. Das Gebiet wurde 2008 mit dem Landschaftsplan Winterberg durch den Hochsauerlandkreis als (NSG) ausgewiesen.

## Beschreibung
Das NSG umfasst neben den Flusslauf der Nuhne Grünland. Das Grünland wird meist mit Rindern beweidet.

## Schutzzweck
Das NSG soll das Grünlandtal mit seinem Arteninventar schützen. Wie bei allen Naturschutzgebieten in Deutschland wurde in der Schutzausweisung darauf hingewiesen, dass das Gebiet „wegen der Seltenheit, besonderen Eigenart und Schönheit des Gebietes“ zum Naturschutzgebiet erklärt wurde.